# Sheppard–Yonge (metro de Toronto)
Sheppard–Yonge es una estación de las líneas 1 Yonge–University y 4 Sheppard del metro de Toronto, ubicada al sur de North York City Centre, en el distrito de North York. Es una de las estaciones más concurridas de la red de metro de la ciudad, con una afluencia de alrededor de 125.000 personas al día.